# Dorota Kondyjowska
Dorota Kondyjowska z domu Wojtczak (ur. 20 czerwca 1981) – polska siatkarka plażowa i halowa, wielokrotna reprezentantka Polski w turniejach międzynarodowych FIVB, pięciokrotna mistrzyni Polski w siatkówce plażowej.
W siatkówce halowej reprezentowała kluby: MKS Dąbrowa Górnicza, Dalin Myślenice, AZS Politechnika Śląska Gliwice, Silesia Volley Mysłowice.